# نیکلاس زولسیاک
نیکلاس زولسیاک (انگلیسی: Niklas Zulciak؛ زادهٔ ۳ فوریهٔ ۱۹۹۴) بازیکن فوتبال اهل آلمان است.
از باشگاه‌هایی که در آن بازی کرده‌است می‌توان به باشگاه فوتبال لخ پوزنان اشاره کرد.